# مكتبة كويستيا على الإنترنت
مكتبة كويستيا على الإنترنت، كانت مستودعًا رقميًا تجاريًا عبر الإنترنت للكتب والمقالات ذات التوجه الأكاديمي. مع التركيز بشكل خاص على الكتب والمقالات الصحفية في العلوم الإنسانية والاجتماعية. كانت جميع النصوص في جميع كتب ومقالات كويستيا متاحة للمشتركين؛ كما تضمن الموقع أدوات بحث متكاملة. اعتبارًا من تاريخ 21 ديسمبر 2020، توقفت كويستيا عن العمل.

## تاريخ الشركة
تأسست شركة كويستيا في شيكاغو، إلينوي، في عام 1998 وتم شراؤها بواسطة (قيل)، وهي جزء من (سانقيج ليرننق) في يناير 2010.

## خدمة
قدمت كويستيا بعض المعلومات مجانًا، ومنها أعمال المجال العام، ومعلومات النشر، وجداول المحتويات، والصفحة الأولى من كل فصل، وعمليات البحث المنطقية لمحتويات المكتبة، والببليوغرافيات القصيرة للكتب والمقالات المتاحة حول حوالي 6500 موضوع.
لم تبيع شركة كويستيا ملكيتها للكتب أو الكتب الإلكترونية، بل باعت اشتراكات شهرية أو سنوية سمحت بالوصول المؤقت للقراءة عبر الإنترنت إلى أكثر من 94000 كتابًا، وأكثر من 14 مليونًا من المقالات والمجلات والصحف في مجموعتها. تم اختيار الكتب من قبل أمناء المكتبات الأكاديمية باعتبارها أعمالًا موثوقة وموثوقة في مجالات تخصصهم. قام المكتبيون أيضًا بتجميع حوالي 7000 ببليوغرافيات مرجعية حول الموضوعات التي يتم البحث عنها بشكل متكرر. كانت المكتبة هي الأقوى في الكتب والمقالات الصحفية في العلوم الاجتماعية والإنسانية، مع العديد من النصوص التاريخية القديمة. تم الحفاظ على ترقيم الصفحات الأصلي. تتميز خدمة كويستيا أيضًا بأدوات لإنشاء الاستشهادات والببليوغرافيات تلقائيًا، مما يساعد الكتاب على الاستشهاد بالمواد بشكل صحيح.
كان أحد القيود على مكتبة كويستيا هو أن الإضافات الجديدة كانت متاحة في إصدار «تجريبي» فقط. على عكس منشورات كويستيا السابقة، منعت هذه المنشورات المستخدمين من نسخ النص مباشرة من موقع الويب، على الرغم من أنه يمكن طباعة صفحة واحدة من المنشورات مجانًا. تم تحصيل رسوم لطباعة مجموعة من الصفحات.
أطلقت شركة كويستيا مدونة الأسئلة والأجوبة في 21 سبتمبر 2011. تم تقسيم الأسئلة والأجوبة إلى فئات «أخبار التعليم» و «موارد الطلاب» و «الموضوعات». تم تقسيم «الموضوعات» بشكل أكبر حتى يتمكن القراء من العثور على محتوى محدد بناءً على احتياجاتهم الأكاديمية.
أصدرت كويستيا تطبيقها على اجهزة الااي فون في عام 2011، والذي تم تمديده إلى الاي باد في العام التالي. ثم في يناير 2013، أطلقت كويستيا دروسًا تعليمية، بما في ذلك مقاطع الفيديو والاختبارات، لتعليم الطلاب عملية البحث.

## نقد
تعرضت كويستيا لانتقادات في عام 2005 من قبل أمين المكتبة ستيفن ج. بيل لأنها أشارت إلى نفسها كمكتبة أكاديمية، عندما ركزت على الفنون الليبرالية وعاملت المستخدمين على أنهم عملاء وليسوا طلاب. علاوة على ذلك، جادل بيل بأن كويستيا لم توظف أمناء مكتبات أو هيئة تدريس أكاديمية. على الرغم من أن بعض موظفيها حاصلون على درجات علمية متقدمة في المكتبات، إلا أنهم لم يعملوا أو يتعاونوا مع أعضاء هيئة التدريس لتطوير مجموعات تخدم مجموعات طلابية مميزة.
في 24 نوفمبر 2020، أرسلت (سانقيج) بريدًا إلكترونيًا إلى مشتركي كويستيا - بما في ذلك أولئك الذين اشتروا اشتراكًا مدى الحياة قبل أن تشتري ساقيج شركة كويستيا - مما يعني أن سانقيج ستغلق كويستيا اعتبارًا من 21 ديسمبر 2020، وبالتالي إبطال جميع عقود الاشتراك مع الاستمرار في تقديم نفس النوع من الخدمة مباشرة من خلال (سانقيج).

## روابط خارجية
- "Welcome to Paula Books Corner". Questia.com. مؤرشف من الأصل في 2021-01-20.
- "Official Website". Questia.com. مؤرشف من الأصل في 2020-12-18.
- "Questia School". questiaschool.com. مؤرشف من الأصل في 2020-11-27.